# Triturus ivanbureschi
Triturus ivanbureschi är ett groddjur i släktet vattensalamandrar som förekommer i syöstra Europa och nordvästra Asien. Populationen infogades en längre tid som underart i sydlig större vattensalamander (T. karelinii). I några avhandlingar betecknades arten som Triturus arntzeni.
Utbredningsområdet sträcker sig från Bulgarien, östra Nordmakedonien och centrala Grekland till nordvästra regioner av Turkiets asiatiska del. En avskild population finns i centrala Serbien. Exemplaren lever i låglandet och i bergstrakter upp till 1500 meter över havet. Habitatet utgörs av skogar och bergsstäpper. Fortplantningen sker i dammar och kanske i diken. Honor lägger 100 till 225 ägg per tillfälle.
Troligtvis påverkas beståndet av landskapsförändringar och vatten- samt luftföroreningar. En svampsjukdom som orsakas av svampen Batrachochytrium salamandrivorans har registrerats i Centraleuropa. Den kan sprida sig till Balkan. IUCN listar arten som livskraftig (LC).